# Gomené
Gomené (bret. Gouvene) – miejscowość i gmina we Francji, w regionie Bretania, w departamencie Côtes-d’Armor.
Według danych na rok 1990 gminę zamieszkiwało 535 osób, a gęstość zaludnienia wynosiła 21 osób/km² (wśród 1269 gmin Bretanii Gomené plasuje się na 808. miejscu pod względem liczby ludności, natomiast pod względem powierzchni na miejscu 363.).